# Посольство Сербии в России
Посольство Республики Сербия в России (серб. Амбасада Републике Србије у Москви) — дипломатическое представительство Республики Сербия, расположенное в Москве на Мосфильмовской улице, 46.
В здании изначально располагалось посольство Югославии в СССР. Здание было построено в начале 1970-х годов по проекту В. Н. Бровченко в содружестве с югославскими архитекторами.

## Послы Сербии в России
| - Милан Гаврилович (1940—1941) - Станое Симич (1943—1945) - Владимир Попович (1945—1948) - Карло Мразович (1948—1949) - Добривое Видич (1953—1956) - Велько Мичунович (1956—1958) - Лазар Мойсов (1958—1961) - Цвиетин Миятович (1961—1965) - Добривое Видич (1965—1969) - Велько Мичунович (1969—1971) - Милорад Пешич (1971—1975) - Йоже Смоле (1975—1978) - Марко Орландич (1975—1982) | - Милойко Друлович (1982—1986) - Милан Вереш (1986—1991) - Анделько Рунджич (1991—1992) - Душан Лазич (1992—1993) - Данило Маркович (1994—1998) - Борислав Милошевич (1998—2001) - Данило Вуксанович (2001—2003) - Милан Рочен (2003—2006) - Станимир Вукичевич (2006—2008) - Елица Курьяк (2008—2012) - Славенко Терзич (2013—2019) - Мирослав Лазански (2019—2021) - Момчило Бабич (с февраля 2022 года) |